# 30 West 56th Street
30 West 56th Street (originalmente la residencia Henry Seligman ) es un edificio en el Midtown Manhattan de Nueva York (Estados Unidos).Está a lo largo de la acera sur de la calle 56 entre la Quinta Avenida y la Sexta Avenida. El edificio de cinco pisos fue diseñado por C. P. H. Gilbert en el estilo neorrenacentista francés. Fue construido entre 1899 y 1901 como una residencia privada, una de varias en "Bankers' Row" (o sea la "Fila de los banqueros") de la calle 56.
La fachada principal está revestida en gran parte con piedra caliza, mientras que las fachadas laterales están revestidas con ladrillo y tienen quoins de piedra caliza. Está dividido verticalmente en tres tramos. La planta baja contiene tres aberturas dentro de una pared de bloques rústicos; la abertura central era la entrada principal original. El segundo piso contiene ventanas con marco de madera y los pisos tercero y cuarto tienen aberturas de ventanas que contienen tres paneles; hay balconettes ornamentales en el segundo y cuarto piso. Una cornisa y un techo abuhardillado se elevan sobre el cuarto piso. El interior estaba profusamente decorado, con un vestíbulo de recepción de mármol, una sala de fumadores de estilo japonés y una biblioteca de estilo gótico.
La casa fue encargada por el banquero Henry Seligman, de J. & W. Seligman & Co., y su esposa Adelaide. La pareja participó en numerosos clubes y organizaciones y organizó eventos en la casa hasta que ambos murieron a principios de la década de 1930. Posteriormente, la casa fue arrendada a la Asociación Beethoven en 1934 y se dividió en apartamentos en 1941. La planta baja albergaba numerosos restaurantes a partir de 1940, y se realizaron modificaciones al edificio en los años siguientes. En 1994 fue comprado por la firma Aeffe USA de Alberta Ferretti, que ocupa el edificio desde 1996. La Comisión de Preservación de Monumentos Históricos de la Ciudad de Nueva York designó la casa como un monumento oficial en 2007.

## Sitio
30 West 56th Street se encuentra en el barrio de Midtown Manhattan de la ciudad de Nueva York. Está a lo largo de la acera sur de la calle 56 entre la Quinta Avenida y la Sexta Avenida. El terreno es ligeramente irregular y cubre 404 m², con un frente de 12,5 m y una profundidad máxima de 33,5 m. La casa fue construida combinando dos lotes rectangulares: uno en 30 West 56th Street hacia el este, que mide 4,9 por 30,5 m, y uno en 32 West 56th Street hacia el oeste, que mide 7,6 por 33,5 m. El edificio está en la misma cuadra que las casas adosadas en 10, 12 y 26 West 56th Street, así como el rascacielos en 712 Fifth Avenue y la iglesia Presbiteriana de la Quinta Avenida, todo al este. Otros edificios cercanos incluyen el hotel The Peninsula New York y el University Club of New York al sureste; los Rockefeller Apartments al sur; 46 West 55th Street al suroeste; y 17 West 56th Street y Crown Building al noreste.
La Quinta Avenida entre 42nd Street y Central Park South (59th Street) estuvo relativamente subdesarrollada hasta finales del siglo XIX. El área circundante fue una vez parte de las tierras comunes de la ciudad de Nueva York. El Plan de los Comisionados de 1811 estableció la cuadrícula de calles de Manhattan con lotes de 30,5 m de profundidad y 7,6 m de ancho. Se construyeron residencias de lujo alrededor de la Quinta Avenida después de la guerra civil estadounidense. La cuadra de 56th Street desde la Quinta hasta la Sexta Avenida contenía casas en hilera en 1871, muchas de las cuales estaban empotradas en la línea del lote y tenían escalones de entrada. A fines del siglo XIX, el área tenía muchos residentes adinerados y las casas en el área fueron modificadas o reconstruidas por completo. El bloque adyacente de la calle 56 se estaba convirtiendo en una "fila de banqueros", con las residencias de Frederick C. Edey en el número 10, H. B. Hollins en el número 12, Edward Wasserman en el número 33 y Arthur Lehman en el número 31. Muchas de estas casas persistieron hasta mediados del siglo XX como parte de un restaurante y una franja comercial.

## Diseño
La Casa Seligman en 30 West 56th Street fue diseñada por CPH Gilbert en el estilo Renaissance Revival. Fue construido por Harvey Murdock. El edificio tiene cinco pisos de altura. La fachada se divide horizontalmente en tres secciones, y las ventanas de los pisos superiores son progresivamente más pequeñas, utilizando una perspectiva forzada para crear la ilusión de una casa más grande. Frente a las entradas de la calle 56 hay un patio de cemento con tubos verticales para incendios y una parrilla de metal.

### Fachada

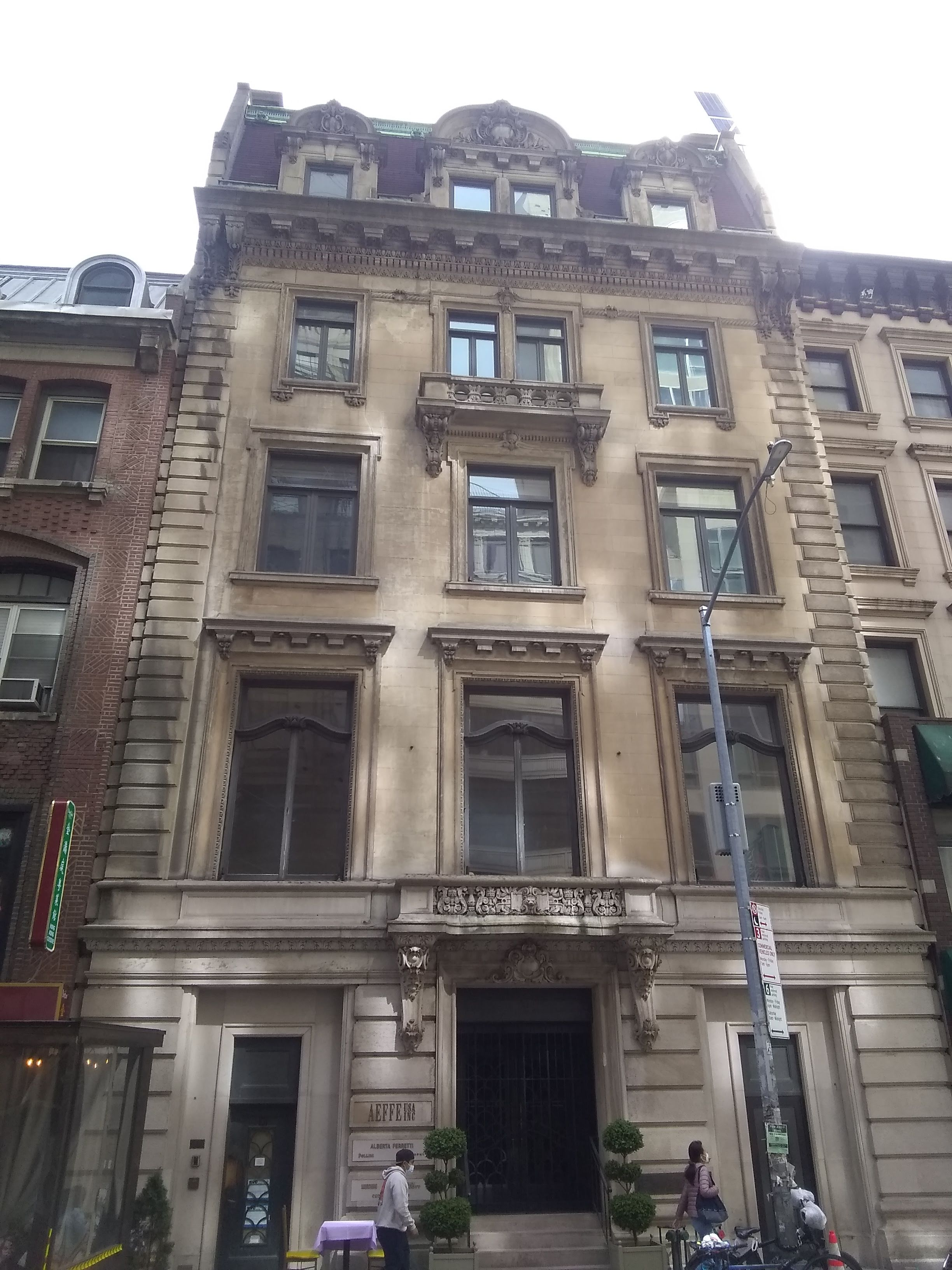
Visto en 2021

La fachada de la calle 56 está dividida verticalmente en tres tramos. El primer piso está revestido con bloques rústicos de piedra caliza y tiene tres puertas empotradas. Las puertas izquierda y derecha (respectivamente en el este y oeste) contienen puertas de metal y vidrio con marcos de piedra fundida. La puerta central está rodeada por un marco de piedra caliza y contiene una pequeña escalinata con barandillas de hierro. En el diseño original, había una escalinata con tres escalones. El escalón actual, que no es original, conduce a una puerta corredera de metal, detrás de la cual hay una puerta de metal y vidrio. Sobre la entrada hay un dintel decorativo con orla. Un marcapiano con decoraciones de hojas de acanto corre por encima de todo el primer piso. Sobre el curso del cinturón, sobre la puerta central, hay un balcón saliente del segundo piso con un motivo de cabeza de león en el medio, así como hojas de acanto y antorchas separadas por balaustres. Sobre las puertas izquierda y derecha hay paneles de piedra lisos.
Los otros pisos en la calle 56 están revestidos con piedra caliza, que es en su mayoría lisa, excepto por los bloques de quoin en los lados extremos izquierdo y derecho. Las aberturas de las ventanas del segundo piso consisten en ventanas con marcos de madera rodeadas por molduras de piedra caliza curvadas hacia adentro con motivos de ova y dardo. Cada ventana del segundo piso tiene tres paneles: un par de paneles "arqueados" en la parte inferior debajo de un panel de travesaño. Los dinteles individuales sobre cada ventana contienen consolas, modillones y rosetones. Los pisos tercero y cuarto están rodeados de piedra caliza. Fueron diseñadas como ventanas de guillotina de madera, que fueron reemplazadas por ventanas abatibles debajo de un travesaño. Sobre la ventana central del tercer piso hay una orla y dos soportes que sostienen un balconette ornamental con balaustres, hojas de acanto y cuentas. La ventana central en el cuarto piso está diseñada con dos pares de ventanas abatibles y dos travesaños, uno a cada lado de un parteluz de piedra caliza vertical que tiene un cartucho encima. Sobre el cuarto piso hay una cornisa modulada con consolas en el extremo izquierdo y derecho.
Tiene techo abuhardillado está originalmente revestido con tejas. Tres buhardillas de arcos segmentados sobresalen del techo en la calle 56. Las de la izquierda y de la derecha tienen una ventana cada una, mientras que la central tiene dos, una a cada lado de un parteluz de piedra caliza vertical. La central tiene un entablamento sobre las ventanas, con consolas, modillones y rosetones. Sobre el entablamento de esta, así como las ventanas de las buhardillas izquierda y derecha, hay cartuchos ornamentales con ramas de hojas a cada lado. La parte superior del techo tiene adornos de cobre y motivos de cabezas de león. En cada extremo del techo hay chimeneas con tapas de piedra caliza y paredes de parapeto de piedra caliza.
Hay paredes medianeras en los lados este y oeste de la casa, que están ocultas por edificios adyacentes debajo del cuarto piso. Las porciones visibles de las medianeras están revestidas con ladrillo y tienen cuñas de piedra caliza en la esquina norte de la muralla. También se pueden ver partes de las chimeneas en ambas paredes.

### Interior

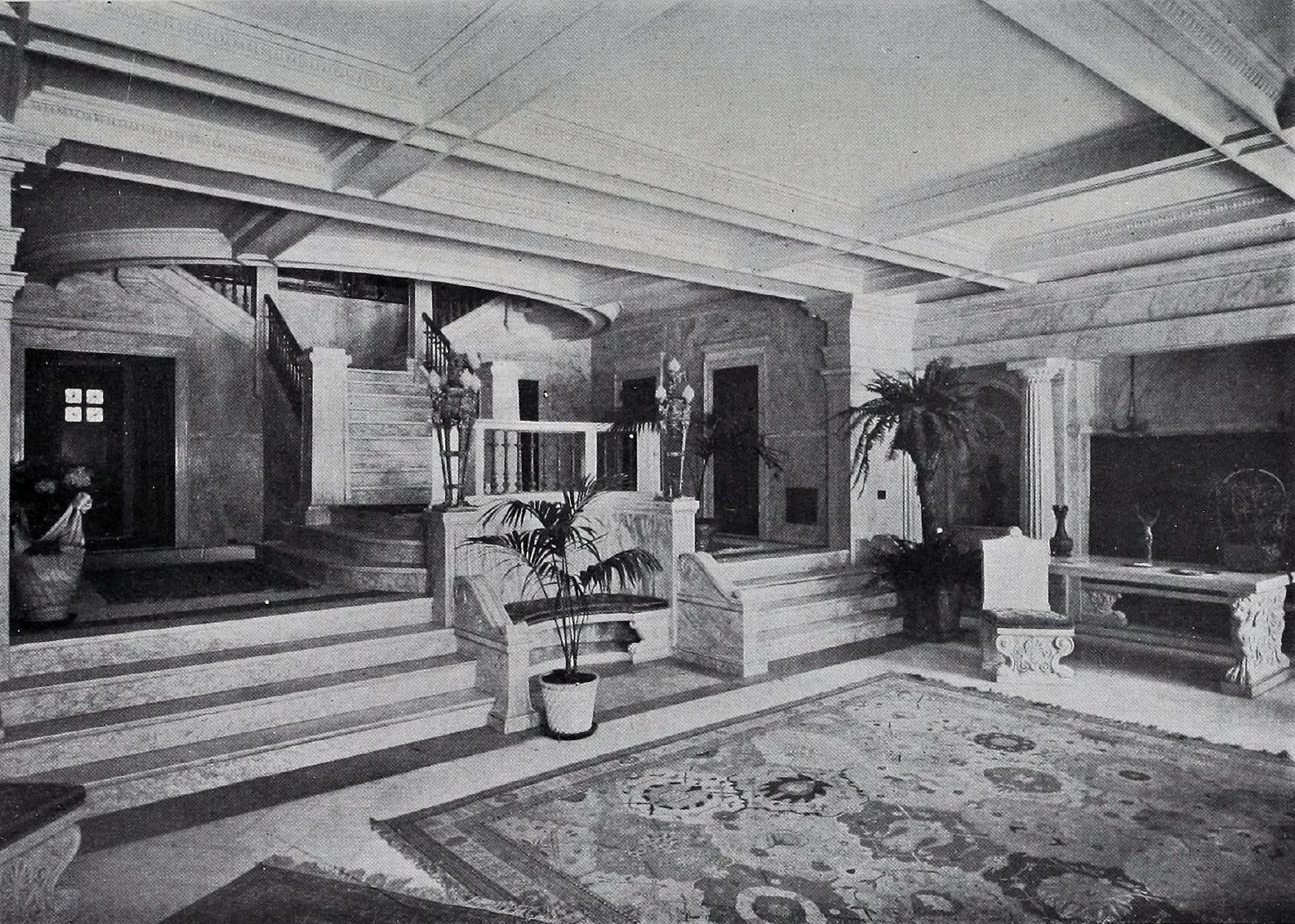
Fotografía del pasillo de entrada original con escalera de dos tramos

Dentro de la entrada principal había un hall de entrada que medía 9 m de profundidad y 12 m de ancho. Los techos, paredes, pisos e incluso los muebles y chimeneas eran de mármol verde; en el otro extremo de la sala de recepción había vestidores y aseos separados para hombres y mujeres. El pasillo conducía a una escalera de dos tramos que conectaba con el segundo piso, que a su vez conducía a un espacio que estaba iluminado por un tragaluz en el techo. Las escaleras fueron en gran parte para decoración, ya que la casa estuvo equipada desde el principio con un ascensor eléctrico.
Las otras habitaciones tenían varios estilos. El segundo piso tenía un salón en la parte delantera y un comedor en la parte trasera, que estaba separado por el pasillo central y las escaleras. Detrás del comedor, en la parte trasera del lote, había dos extensiones alrededor de un patio privado, con la despensa del mayordomo a un lado y una sala de fumadores al otro. Esta fue diseñada en estilo japonés. Al frente del tercer piso había una biblioteca privada diseñada, con techo, puertas y muebles diseñados en estilo gótico. Este diseño se extendió incluso a la papelera. La parte trasera del tercer piso se usó para los dormitorios, tocador y dormitorios privados de la familia Seligman. La parte trasera del cuarto y quinto piso también contenía dormitorios privados.
Los interiores originales se habían modificado a mediados del siglo XX, pero se restauraron casi a su estado original durante una renovación de la década de 1990. Después de esa renovación, el segundo piso tenía un piso de terrazo con un motivo de yin y yang fuera del ascensor, así como una chimenea de altura completa en una habitación y ventanas de doble altura en otra habitación. El tercer piso contenía una chimenea de mármol, candelabros de vidrio y un piso de madera. En ese piso, las oficinas de los diseñadores italianos tenían un techo de yeso moldeado que se reproducía del diseño original. Los pisos cuarto y quinto tenían decoraciones similares, pero se crearon diseños ligeramente diferentes para las salas de exhibición en ambos pisos.

## Historia
La casa se encargó a Henry Seligman, un destacado banquero. Nació en 1857 y su padre y sus tíos habían cofundado la firma bancaria J. & W. Seligman & Co. en el Lower Manhattan en 1864. La compañía también desarrolló sucursales en todo el mundo, aunque estas sucursales se habían independizado en la década de 1890. La familia Seligman fue una prominente familia alemana y judía-estadounidense durante finales del siglo XIX y fue apodada los "Rothschild estadounidenses". En marzo de 1899, Henry Seligman se casó con Adelaide Walter, de 40 años, que se conocía con el sobrenombre de "Addie" y que anteriormente había estado casada con el primo de Henry, David.

### Residencia Seligman

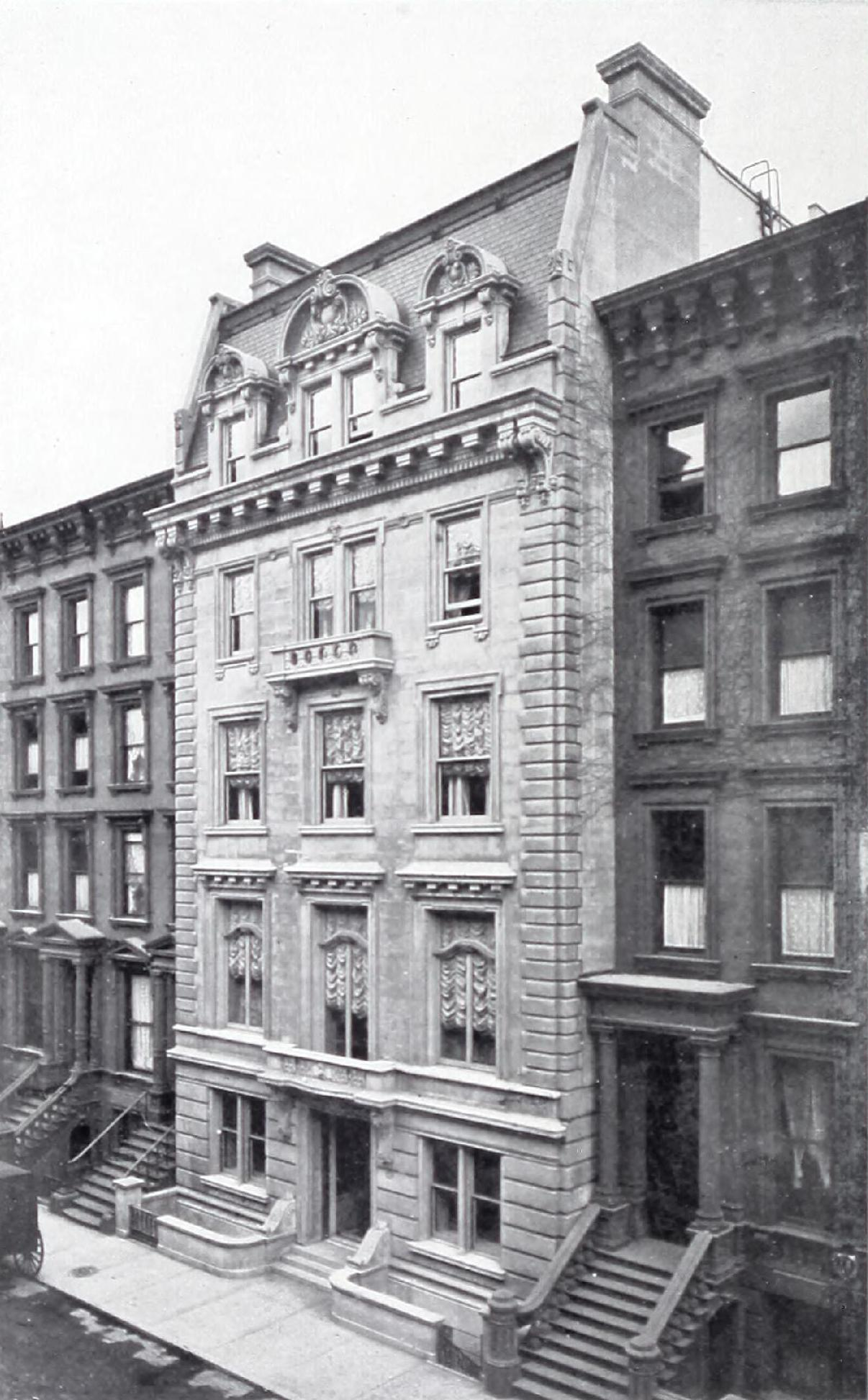
Aspecto en 1902

En septiembre de 1899, Henry Seligman compró dos casas adosadas de cuatro pisos en 30 y 32 West 56th Street de James Lenox Banks y la Sra. Sheppard Knapp, respectivamente. Planeaba construir una nueva residencia en el sitio. Seligman tomó el título de las casas en hilera en octubre y demolió las estructuras dos meses después. Seligman contrató a CPH Gilbert para diseñar su casa. En ese momento, muchos residentes adinerados de la Quinta Avenida en Midtown estaban encargando a los mejores arquitectos de la ciudad de Nueva York que diseñaran sus casas. Se estaban construyendo menos viviendas privadas en Manhattan, y esas viviendas se construían cada vez más para personas adineradas. Según Herbert Croly, en 1902 se estaban construyendo en el municipio una sexta parte de las casas privadas en comparación con 1892, y los costos promedio de las casas individuales se habían cuadriplicado durante ese período. En septiembre de 1901, la casa estaba terminada. La casa Seligman había costado 200 000 dólares (unos 6 221 000 dólares de la actualidad), mientras que el promedio de casas comparables fue de 136 000 dólares menos (unos 4 320 000 dólares de la actualidad).
La familia celebró una fiesta de inauguración en enero de 1902, su primer gran evento en la casa, en la que el Mannes Quartet realizó una actuación en el segundo piso. Los hijos de la pareja Seligman, Gladys, Rhoda y Walter, vivían en la casa, al igual que varios camareros. El matrimonio de Gladys con Henry P. Wertheim tuvo lugar en la casa en 1905, al igual que el matrimonio de Rhoda con Frederick Lewissohn en 1907. Henry Seligman estuvo involucrado en numerosos clubes y en la política del Partido Republicano. Addie Seligman también participó en el liderazgo de varios clubes y sociedades, incluida la organización musical St. Cecilia Club, la Escuela de Capacitación para Enfermeras Mount Sinai y organizaciones políticas. Realizó varios eventos en la casa para estos clubes. En la década de 1910, estos incluyeron un discurso para un grupo opuesto al sufragio femenino, una cena en la que el gobernador de Nueva York, Charles Seymour Whitman, fue invitado, y una fiesta puente para recaudar fondos para la YMCA. La familia también construyó casas en Elberon y Palm Beach, que se utilizaron respectivamente como casas de verano e invierno.
Tras la Primera Guerra Mundial, el vecindario circundante se estaba convirtiendo rápidamente en una zona comercial, y muchas casas adosadas vecinas se convirtieron para uso comercial. La residencia Seligman fue una de las principales excepciones a esta tendencia, y la pareja continuó viviendo allí hasta sus respectivas muertes. La casa fue renovada en 1923. Las entradas laterales originalmente contenían escaleras de servicio, pero se eliminaron. Además, se reemplazaron las ventanas. La pareja Seligman continuó organizando eventos, como las recepciones que daban cada diciembre antes de partir hacia su casa de Palm Beach, algunas de las cuales fueron acompañadas por programas musicales e invitados especiales. Las recepciones anuales de diciembre terminaron cuando Henry Seligman murió de un ataque al corazón en su casa de la calle 56 el 23 de diciembre de 1933. Su funeral tuvo lugar cuatro días después en el segundo piso. Addie Seligman, quien había estado enferma durante varias semanas al momento de la muerte de su esposo, murió un mes después, el 31 de enero de 1934

### Mediados delsigloXX

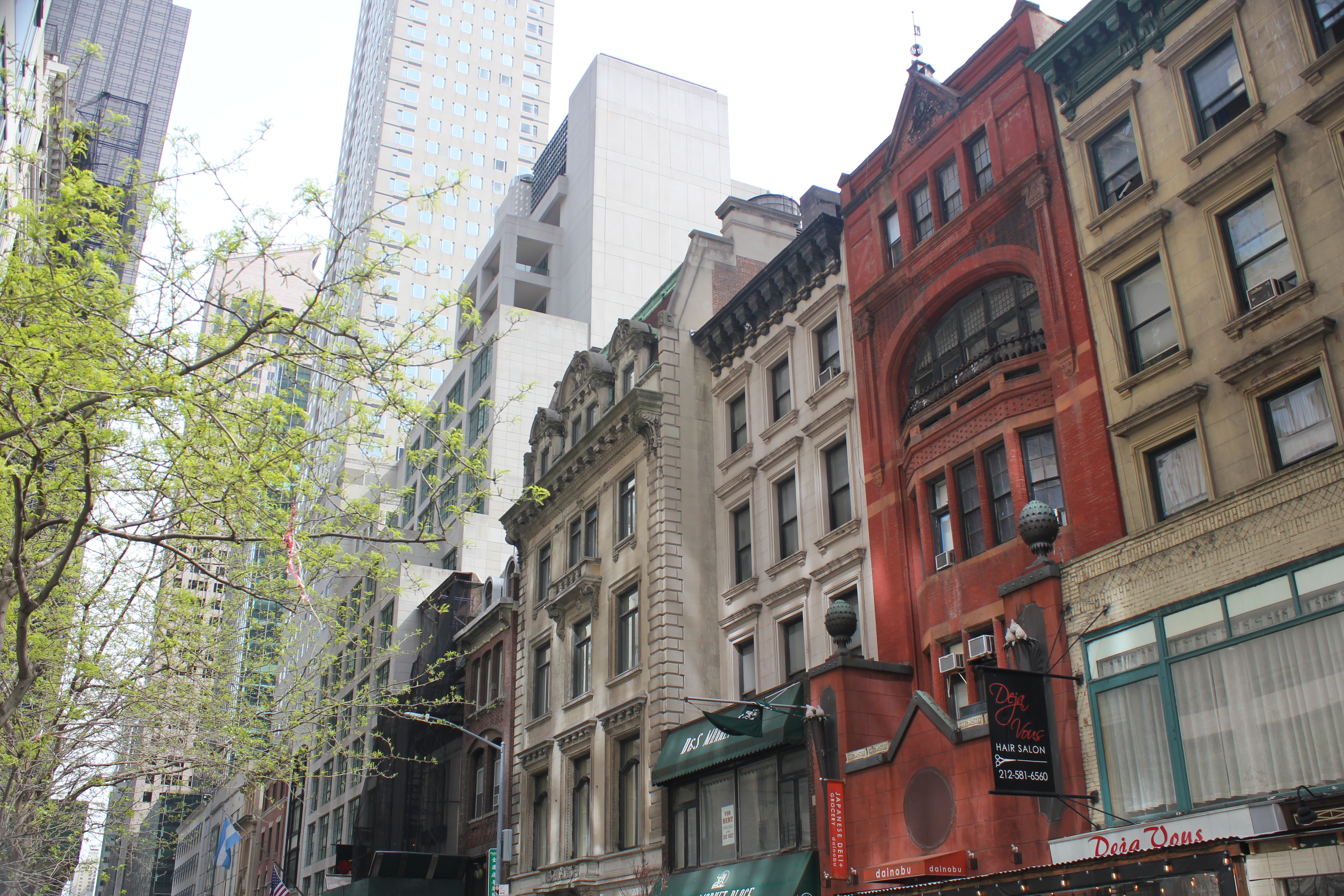
Vista hacia el este, con 30 West 56th Street en el centro a la izquierda

La finca de Adelaide Seligman subastó los muebles y la vajilla en abril de 1934; solo los platos de la cena generaron 2 660 dólares (unos 51 477 dólares de la actualidad). La Asociación Beethoven alquiló la casa el mismo mes para usarla como su nueva sede. A principios de junio, la asociación abrió sus nuevos barrios con una fiesta de inauguración. La propiedad de Adelaide Seligman vendió la casa en febrero de 1935 al político Joseph L. Buttenwieser, por aproximadamente 77,50 dólares (unos 1 460 000 dólares de la actualidad), mientras que la casa aún estaba alquilada a la Asociación Beethoven. Según la Comisión de Preservación de Monumentos Históricos de la Ciudad de Nueva York (LPC), Buttenwieser no vivía en la casa y solo la poseía con fines de inversión. Durante la ocupación de la Asociación Beethoven, la casa fue sede de eventos como reuniones de la Sociedad Americana de Musicología, así como conciertos benéficos. La casa fue renovada en 1939 para uso de casa club privada. En marzo de 1940, la Asociación Beethoven se mudó de la casa y la asociación se disolvió dos meses después.
Arthur D. Kunze adquirió la casa en mayo de 1941. En ese momento, estaba ocupado por el Horizon Club, descrito en The New York Times como "una organización social compuesta por rusos". La planta baja también fue ocupada por el Restaurante Camillo, que se trasladó al espacio en 1940. Después de adquirir la casa, Kunze transformó los pisos superiores en apartamentos residenciales, que se convirtieron en el hogar de varios trabajadores de la industria de la confección, actores, músicos y cantantes. Se registró que la casa tenía 14 apartamentos cuando se vendió en enero de 1946 a David S, Meister a un valor tasado de 135 000 dólares (unos 1 791 000 dólares de la actualidad). En julio de 1947, se había abierto un restaurante llamado Leslie House dentro del edificio. El restaurante Monaco abrió en la casa en 1949. El patio de luces en la parte trasera se cerró al año siguiente, momento en el que la planta baja fue ocupada por Blair House Restaurant. El propietario del restaurante, Nickey Blair, contrató a Russell Patterson para rediseñar el interior del restaurante, con la esperanza de que el diseño y la cocina atraigan a los invitados.

### Finales delsigloXXhasta la actualidad
En 1964, el espacio del restaurante fue ocupado por el restaurante coreano Arirang House. Romeo Salta se hizo cargo del espacio del restaurante en 1971 para su propio restaurante italiano. El restaurante se había trasladado desde otra dirección en la misma cuadra, que había ocupado durante casi dos décadas antes. Con su reubicación en 30 West 56th Street, Salta pudo expandir su espacio. Otra parte de la casa fue ocupada por Alex & Walter, un club de gimnasia, a mediados de la década de 1980. Casi al mismo tiempo, el fabricante de ropa italiano Cerruti 1881 también tenía una tienda en el edificio. La fila de restaurantes de la cuadra disminuyó en las dos décadas posteriores a mediados de la década de 1970. Romeo Salta se mudó de la casa en 1994.
Zingarella Realty Corp vendió la casa en 1994 a Aeffe USA Inc, una empresa de moda operada por Alberta Ferretti. El nuevo inquilino, Fashion Service USA, la eligió porque tenía suficiente espacio para reuniones y una sala de exposición. La empresa planeaba restaurarla a su condición original; en ese momento, las habitaciones estaban prácticamente sin cambios, pero la escalera central había sido demolida. Durante los siguientes dos años, la casa fue renovada en una serie de salas de exhibición. El segundo piso tenía espacio para las colecciones de la casa de moda italiana Moschino, mientras que en el tercer al quinto piso estaban las respectivas salas de exhibición de Alberta Ferretti, Jean Paul Gaultier y Rifat Ozbek. El 24 de julio de 2007, la Comisión de Preservación de Monumentos Históricos de la Ciudad de Nueva York designó la antigua residencia Seligman en 30 West 56th Street como un lugar emblemático de la ciudad, junto con la residencia Frederick C. Edey en 10 West 56th Street. La casa Seligman fue transferida a Ferrim USA Inc en 2012 por 13,35 millones de dólares. A 2021, Aeffe USA y Moschino todavía ocupan el edificio.